# 2012 en Inde
Chronologie de l'Inde
- 2008
- 2009
- 2010
- 2011
- 2012
- 2013
- 2014
- 2015
- 2016

Cette page concerne les évènements survenus en 2012 en Inde :

## Évènement
- Année nationale des mathématiques
- 13 février : Attaques contre des diplomates israéliens
- 15 février : Affaire Enrica Lexie (en)
- 29 mars : Sommet des BRICS à New Delhi.
- juillet : Panne de courant en Inde
- 19 juillet : Élection présidentielle
- 11 septembre : Manifestations et attentats anti-américains
- 2 octobre : Marche Jan Satyagraha.
- 8-19 octobre : Conférence d'Hyderabad sur la diversité biologique
- 7 novembre : Violences de Dharmapuri (en)
- 16 décembre : Affaire du viol collectif de New Delhi

## Cinéma
- 29 janvier : 57e cérémonie des Filmfare Awards

### Sorties de films
- ?: A Question Mark
- L'Affaire 18/9
- Agent Vinod
- Agneepath
- Anna Bond
- Arjun, le prince guerrier
- Barfi!
- Bhoot Returns
- Billa 2
- Bol Bachchan
- Cocktail
- Dangerous Ishhq
- Delhi Safari
- Drapchi
- Eega
- Ek Tha Tiger
- English Vinglish
- Gangs of Wasseypur
- Héroïne
- Housefull 2
- I.D.
- Ishaqzaade
- Jism 2
- Joker
- Jusqu'à mon dernier souffle
- Kahaani
- Krishna aur Kans
- Maattrraan
- Miss Lovely
- Nanban
- Pizza
- Players
- Raaz 3
- Shahid
- Student of the Year
- Talaash: The Answer Lies Within
- Teri Meri Kahaani
- Tezz
- Tuneega Tuneega
- Valley of Saints

## Littérature
- Aarachaar (en), roman de K. R. Meera.
- Asura: Tale of the Vanquished (en), roman de Anand Neelakantan (en).
- Bollywood Striptease (en), roman de Neeta Shah (en).
- Chronicle of a Corpse Bearer (en), roman de Cyrus Mistry (en).
- L'Inconnue de Bangalore, roman d'Anita Nair.

## Sport
- Championnat d'Inde de football 2011-2012
- Championnat d'Inde de football 2012-2013
- 2-8 janvier : Tournoi de tennis de Madras

## Décès
- Navodaya Appachan (en), réalisateur de cinéma.
- T. Damodaran (en), scénariste.
- Anthony Gonsalves (en), compositeur de musique.
- Raj Kanwar, réalisateur, producteur et scénariste.
- Rajesh Khanna, acteur et personnalité politique.
- Joy Mukherjee (en), acteur et réalisateur.
- Ravi (en), compositeur de musique.
- Taruni Sachdev (en), actrice enfant.
- N. K. P. Salve (en), personnalité politique.
- Dara Singh, catcheur, acteur et personnalité politique.
- Homai Vyarawalla, photographe.